# Jan Tuna
Jan Tuna (* 1. ledna 1973 Trutnov) je český novinář a moderátor známý svými reportážemi pro televizi Nova, kde pracoval v letech 1997–2006. Od jara 2012 do podzimu 2021 vytvářel pro internetovou Televizi Seznam, dříve Stream.cz, investigativně-publicistický pořad A DOST! o podvodech na spotřebitele, jehož jednotlivé díly dosahovaly i milionových zhlédnutí a celkem překonal hranici 150 milionů zhlédnutí. Roku 2017 pak zábavný cestovatelský pořad Honza na cestách. Je majitelem a jednatelem mediální firmy Tuna Media. V září roku 2019 připravoval informační videa pro televizní projekt Nalaďte se na DVB-T2.
V říjnu 2021 pro svou tvorbu založil Youtubový kanál TUNA VERSUS a profil na HeroHero. Na kanálu TUNA VERSUS od října 2023 vysílá i svůj pořad Sdílejte, než to smažou! zaměřený na dezinformace šířené ve veřejném prostoru. V prvním díle testoval potraviny a nápoje s logem žabičky na obale společnosti Rainforest Alliance. V druhém se pak vydal na Ukrajinu, aby tam zdokumentoval následky války, kterou někteří lidé zpochybňují. 
V září 2022 začal připravovat publicistický pořad Honza Tuna V AKCI! pro novou televizní stanici Náš region TV, která vznikla z televizní sítě Regionalní televize.
Druhý den po začátku ruské invaze na Ukrajinu začal organizovat záchranné mise na ukrajinské hranice, kterých se sám účastnil. Od 25. února do dubna 2022 proběhlo sedm těchto misí, kterých se zúčastnilo několik desítek řidičů z celé České republiky a aut včetně minibusu a přivezli do bezpečí na 200 ukrajinských uprchlíků – dětí, žen a seniorů. Na ukrajinské hranice zároveň vozili humanitární pomoc shromážděnou od českých, moravských a slovenských dobrovolníků.  Společně s nimi za koordinace jeho nejstarší dcery, novinářky Zuzany Tunové, v rekordně krátkém čase několika týdnů zrekonstruovali byt na pražské Letné, ve kterém ubytovali ukrajinské matky s dětmi. 21. března 2022 proběhla v pražském Rock Café na Národní třídě charitativní akce Srdcařské okénko pro Ukrajinu s Janem Tunou. Výtěžek putoval na pomoc ukrajinským rodinám. Během záchranných misí založil na platformě Donio dobročinnou sbírku, na kterou lidé a firmy zaslali na pomoc lidem prchajícím před válkou na Ukrajině okolo čtvrt miliónu korun.
25. června 2022 moderoval s Nelou Boudovou koncert Srdce pro Hrušky. Poděkování dobrovolníkům, kteří pomáhali lidem v obcích poničených během ničivého tornádo na Břeclavsku a Hodonínsku z 24. června 2021. Jan Tuna v těchto obcích (Lužice, Mikulčice, Moravská Nová Ves a Hrušky) jako dobrovolník opakovaně pomáhal od 26. června 2021.[zdroj?]
27. března 2023 společně s Českým registrem dárců dřeně, klubem Rock Café na Národní třídě v Praze a Gymnáziem a Základní školou Jiřího Gutha Jarkovského zorganizoval benefiční KONCERT PRO ŽIVOT na podporu dárcovství kostní dřeně/krvetvorných buněk. Byl autorem a iniciátorem celé šestihodinové benefice.

## Životopis
Vystudoval pedagogickou fakultu, po sametové revoluci začal pracovat v médiích – nejprve v roce 1994 v rádiu Černá Hora, později přestoupil jako moderátor do Rádia Metuje v Náchodě. které spoluzakládal jako jeden ze čtyř kmenových moderátorů. V roce 1997 vyhrál konkurz na místo reportéra TV Nova z východních Čech. V regionálním studiu Novy v Hradci Králové natáčel reportáže především do hlavní zpravodajskou relaci Novy Televizní noviny a moderoval zpravodajský pořad Právě teď. Zároveň připravoval reportáže pro východočeskou televizi Galaxie a spolupracoval jako zpravodaj s Rádiem Alfa, posléze s Rádiem Impuls. Později přestoupil přímo do Novy, kde v letech 1999–2006 působil ve zpravodajské redakci nejprve jako reportér, následně jako šéfreportér. Připravoval reportáže především pro Televizní noviny a pořad aktuální publicistiky Střepiny. Zároveň moderoval zpravodajskou relaci Novy Právě dnes.
Po volbách do Poslanecké sněmovny v roce 2006 ho Jiří Paroubek bez dalších důkazů obvinil, že „pracuje v žoldu ODS“. Tuna na Paroubkovo obvinění reagoval otevřeným dopisem, ve kterém Paroubka označil za lháře a vyzval ho k rezignaci. Nova kvůli tomuto dopisu Tunu nejprve stáhla z obrazovky, později mu nabídla nižší pozici a snížila plat, na což však Tuna nepřistoupil a z televize odešel.
Poté působil jako moderátor a dramaturg diskuzního pořadu Pressklub rádia Frekvence 1 a od září 2007 jako zástupce šéfredaktora zpravodajství a publicistiky TV Prima, následně se stal mluvčím společnosti Bestsport, která vlastní a provozuje O2 Arénu v Praze, a později mluvčím společnosti Sazka, a.s. Z funkce mluvčího odešel 1. 6. 2011.
Od roku 2012 vytváří pro internetovou televizi Stream.cz (od jara 2019 TelevizeSeznam.cz) pořad A DOST! o podvodech na spotřebitele.
Na základě jeho reportáží zrušila např. televize Óčko podvodnou telefonickou soutěž Sexy Game a okradeným lidem vracela peníze, potravinářské firmy ukončily výrobu některých potravin a nápojů se zdraví škodlivými barvivy, řetězec Billa stáhl z prodeje bio brambory obsahující DDT, hlavní čeští výrobci malinovek nahradili škodlivá azobarviva přírodními barvivy, řetězec Globus přestal prodávat špekáčky Krahulík z koncernu Agrofert premiéra Andreje Babiše, které obsahovaly nejnižší podíl masa a velké množství chemických náhražek, atd. Jeden z největších ohlasů měla série reportáží o „tradičních“ piškotech Opavia, které zásadně změnily svou kvalitu. Jan Tuna odhalil, že nadnárodní společnost Mondelez, která značku Opavia vlastní, jejich výrobu tajně přesunula z Opavy do Polska. To vyvolalo sérii protestů spotřebitelů a bojkot výrobků této firmy[zdroj?]. Stejně tak došlo k zásadním změnám a bojkotu výrobků ze strany spotřebitelů poté, co zveřejnil série reportáží o skutečném složení čajů bubble tea firmy Bubbleology, ve kterých prokázal dlouhodobé lži české pobočky této firmy, a čajů proti nachlazení Babička Růženka polské firmy Mokate.
Od října 2021 připravuje pořad TUNA VERSUS, který vychází v neděli večer na YouTube a na HeroHero. V září 2022 začal připravovat publicistický pořad Honza Tuna V AKCI! pro novou televizní stanici Náš region TV, která vznikla z televizní sítě Regionalní televize.
Během první covidové vlny s městem Českým Krumlov a se svým týmem připravil velkou benefiční akci A DOST! TESTUJEME KRUMLOV.
Dne 14. května 2020 otestovali společně s laboratořemi Nextclinics a Nextlife na protilátky proti covidu-19 občany Českého Krumlova a prokázali, že tato nákaza byla v České republice zřejmě od cestujících z Číny již na přelomu roku 2019 a 2020. Tedy ještě před lyžařskými zájezdy obyvatel ČR do Itálie a Rakouska. V Českém Krumlově u té příležitosti organizoval a moderoval mnohahodinový on-line koncert ze seminární zahrady hotelu Růže prokládaný sérií reportáží a rozhovorů.
Dne 5. prosince 2020 při druhé vlně covidu-19 pak společně s Českou federací potravinových bank a týmem A DOST! uspořádal mikulášskou charitativní akci POTŘEBUJEME SE! STAŇ SE I TY MIKULÁŠEM.
Během ní na takřka 30 místech České a Slovenské republiky lidé a firmy přinesli pro lidi v nouzi téměř 63 tun potravin a drogistického zboží. Zároveň v pražském klubu Rock Café probíhal sedmihodinový on-line koncert vysílaný mnoha českými a slovenskými médii. Vystoupilo na něm přes 40 účinkujících z řad umělců, lékařů, vědců a podnikatelů. Záštitu nad akcí, kterou moderoval společně s ředitelkou České federace potravinových bank Veronikou Láchovou, převzal primátor Hlavního města Prahy MUDr. Zdeněk Hřib a radní pro kulturu Hana Třeštíková.
Dne 27. března 2023 společně s Českým národním registrem dárců dřeně, klubem Rock Café na Národní třídě v Praze a Gymnáziem a Základní školou Jiřího Gutha Jarkovského] zorganizoval velký benefiční KONCERT PRO ŽIVOT. Byl autorem myšlenky a iniciátorem této benefice na podporu dárcovství kostní dřeně/krvetvorných buněk. Během šestihodinového koncertu, který moderoval, vystoupilo bez nároku na honorář takřka sedmdesát účinkujících, osobností českého kulturního a společenského života. Například operní pěvkyně Dagmar Pecková se studentským sborem GUT!, herec a patron registru Ondřej Vetchý, vedoucí lékař Českého národního registru dárců dřeně a primář hematologicko-onkologického oddělení FN Plzeň MUDr. Pavel Jindra, hudební kapely Švihadlo, Terne Čhave, Vasilův Rubáš, interpreti Anna Slováčková, Xavier Baumaxa, Bára Zmeková , Lucie Redlová, stand up komici Adéla Elbel, Kateřina Hašková a mnoho dalších. Akce slavila úspěch ohledně velkého zájmu o registrace pro dárcovství krvetvorných buněk na místě v klubu, kde se do registru přihlásily na čtyři desítky nových dobrovolníků, a následně ve stálých centrech registru po celé České republice. Podtitulem koncertu bylo Kdo zachrání jeden život, zachrání svět.
Od roku 2017 také spolu s Janem Mikulkou připravoval pro Stream.cz pořad Honza na cestách, který se orientovala na cestopisnou tvorbu. Prvním místem, které s tímto pořadem navštívil, byla Srí Lanka. Vystupoval v pořadu Fast Foot – Škola běhu, ve kterém ho společně s Karolínou Vrbasovou a Liborem Kalousem trenér Jakub Bína a ultramaratonec René Kujan připravovali na jeho první půlmaraton. Jako režisér a dramaturg připravoval pořad Ďáblův advokát a první řady pořadu Zpátky na vrchol Vše v produkci internetové televize Stream.cz, která se v roce 2019 změnila na TelevizeSeznam.cz.
Na podzim roku 2016 začal spolupracovat s Českým rozhlasem Dvojka a od jara 2019 s Českým rozhlasem Hradec Králové. V časopisu Náš region má svoji pravidelnou rubriku Pod dozorem Honzy Tuny.
V březnu 2021 začal spolupracovat jako autor s obnoveným časopisem Mladý svět. Jeho první reportáž se týkala českých krajanů v Banátu na území Rumunska.
Pro Českou televizi natočil společně s českými vědci a lékaři v čele s RNDr. Petrem Ryšávkou dokument Druhý mozek o vlivu střevního mikrobiomu na fyzické i psychické zdraví. Premiéru dokumentu, který režíroval a byl autorem námětu i scénáře, odvysílala Česká televize v červenci 2023. 
Kromě novinářské a moderátorské činnosti působí i jako lektor mediálních a moderátorských kurzů a tréninků a vlastní mediální firmu Tuna Media.
S bývalou manželkou Ladou má tři děti (Tadeáše, Štěpánku a Johanku), z předchozího manželství má dceru Zuzanu. Partnerský vztah udržuje s herečkou Nelou Boudovou.